# Aaron McGruder

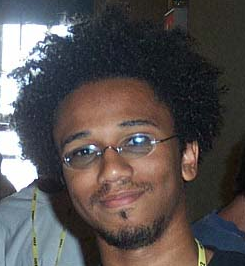
Aaron McGruder bei der Hackers on Planet Earth Konferenz (2002)

Aaron McGruder (* 29. Mai 1974 in Chicago) ist ein US-amerikanischer Cartoonist, vor allem bekannt durch seine Comic-Serie The Boondocks über zwei junge afroamerikanische Kinder, die mit ihrem Großvater in einem Vorort von Chicago leben. Die Serie wurde 2005 auch als Zeichentrickserie umgesetzt.

## Buchveröffentlichungen
- The Boondocks: Because I Know You Don't Read the Newspaper Andrews McMeel Publishing, Riverside, 2000, ISBN 978-0-7407-0609-7.
- Fresh For '01.... You Suckas: The Boondocks Andrews McMeel Publishing, Riverside, 2001, ISBN 978-0-7407-1395-8.
- Public Enemy #2: An All-New Boondocks Collection Three Rivers Press, New York City, 2005, ISBN 978-1-4000-8258-2.
- All the Rage: The Boondocks Past and Present Three Rivers Press, New York City, 2007, ISBN 978-0-307-35266-8.